# Air 26
Air26 - Linhas Aéreas, S.A. és una aerolínia amb base a Luanda, Angola. Fundada en 2006, opera volts domèstics de passatgers i de càrrega des de l'Aeroport Internacional Quatro de Fevereiro. Juntament amb totes les altres aerolínies angoleses llevat TAAG, a Air 26 li ha estat prohibit d'operar a la Unió Europea. En 2010 li fou revocada la seva llicència, però li fou readmesa el 31 de gener de 2011.

## Flota

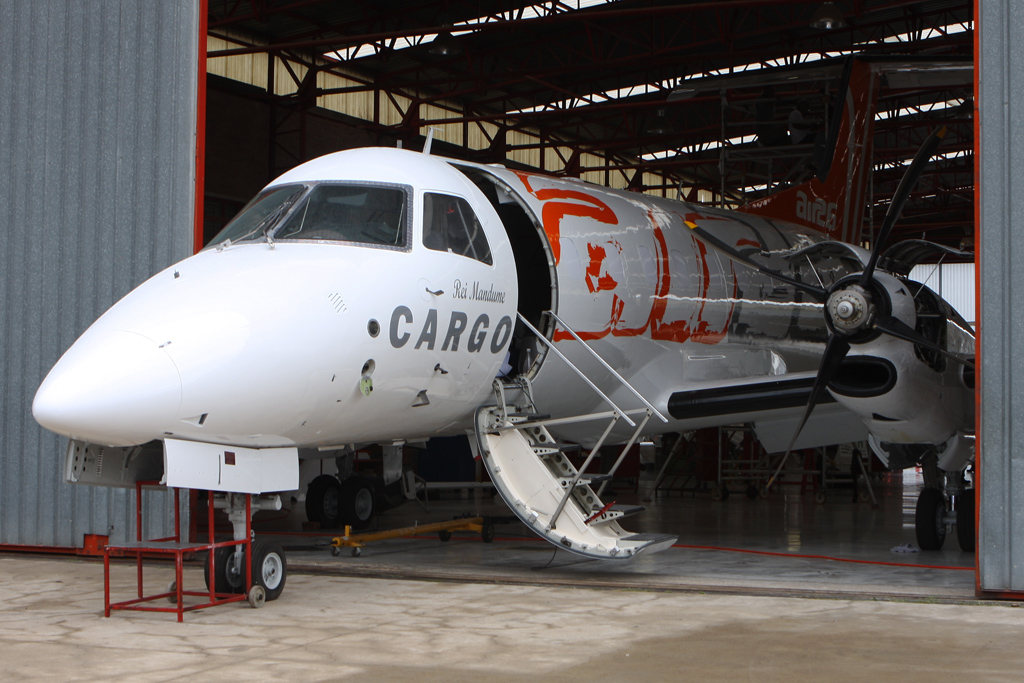
Un Air 26 Embraer EMB 120 Brasilia en un hangar a l'Aeroport Internacional Lanseria (2009).

La flota d'Air 26 consisteix en les següents aeronaus (agost de 2016):